# Gouvernement Ziguélé I
Le Gouvernement Ziguélé 1 est le gouvernement de la République centrafricaine de la publication du décret présidentiel  du 5 avril 2001, jusqu’à la nomination du Gouvernement Ziguélé 2, le 30 août 2001. Il s’agit d’un gouvernement nommé par le Président Ange-Félix Patassé.

## Composition
Le gouvernement d’action et de combat Ziguélé 1 est composé de 24 membres, dont le Premier ministre, 2 ministres d’État, 16 ministres et 5 ministres délégués.

### Premier ministre
- Premier ministre, chef du Gouvernement: Martin Ziguélé

### Ministres d’État
- Ministre d’État,  de la Communication, Postes et Télécommunications, chargé des nouvelles Technologies, de la Culture et de la Francophonie: Gabriel Jean-Edouard Koyambounou (MLPC)
- Ministre d'État, des Finances et du Budget: Eric Sorongopé (MLPC)

### Ministres
- Ministre chargé de la Promotion du monde rural: Salomon Namkoséréna (MLPC)
- Ministre des Affaires étrangères: Agba Otikpo Mézodé
- Ministre de la Défense nationale: Jean-Jacques Démafouth (MLPC)
- Ministre de l’Intérieur et Sécurité publique: Théodore Bikoo (PLD[3])
- Ministre de la Justice: Marcel Météfara (MLPC)
- Ministre de la Fonction publique, de l’Emploi et de la Prévoyance sociale: Laurent Ngon Baba (PAD - Parti africain de développement)
- Ministre des Eaux, Forêts, Chasse, Pêche, Environnement et Tourisme: Constance Nathalie Gounébana (PLD)
- Ministre de l’Équipement, Aménagement, Transports, chargé du Désenclavement: Désiré Péndémou (MLPC)
- Ministre chargé des Relations avec le parlement: Michel Doko (PLD)
- Ministre des Mines, de l’Énergie et de l’Hydraulique: André Nalké Dorogo (MLPC)
- Ministre de l’Éducation nationale et Enseignement supérieur: Timoléon M'Baikoua (MLPC)
- Ministre des Affaires sociales, Promotion des Femmes, Jeunes, chargé de la réinsertion des handicapés: Françoise Ibrahim née N'Doma (CN[4])
- Ministre de la Jeunesse et des Sports: Jean Dominique N'Darata (UDR/FK[5])
- Ministre de la Santé publique et de la Population: Joseph Kalité (MLPC)
- Ministre du Commerce et Industrie, chargé de la promotion du secteur privé: Jacob M'baitadjim (MLPC)
- Ministre du Plan et de la coopération internationale: Alexis N'Gomba (PLD)

### Ministres délégués
- Ministre délégué à la Sécurité publique: Robert Zana (MLPC)
- Ministre délégué aux Finances et au Budget: Lazare Dokoula (MLPC)
- Ministre délégué au Plan et coopération internationale: Clément Eregani (MLPC)
- Ministre délégué aux Affaires étrangères: Victor Boucher (MLPC)
- Ministre délégué au Désarmement: Michel Doyéné (MLPC)